# Haus Lossow

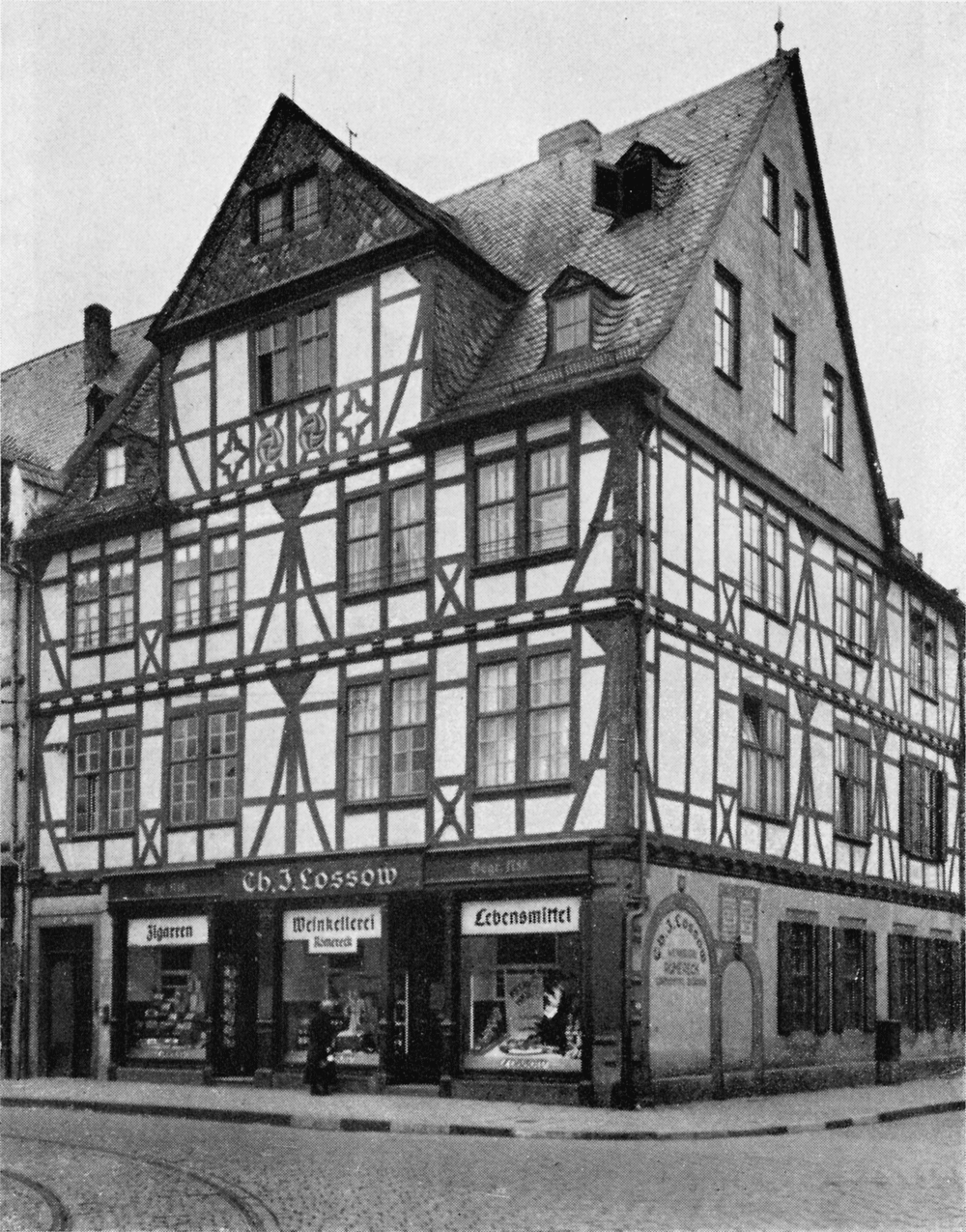
Hanau Neustadt – Haus Lossow

Das Haus Lossow war eines der ersten Häuser der Hanauer Neustadt. Es ist benannt nach der Kaufmannsfamilie Lossow, die ab 1788 im Haus eine „Specereyhandlung“ betrieb. Es wurde 1945 zerstört und später durch einen Nachbau ersetzt.

## Beschreibung

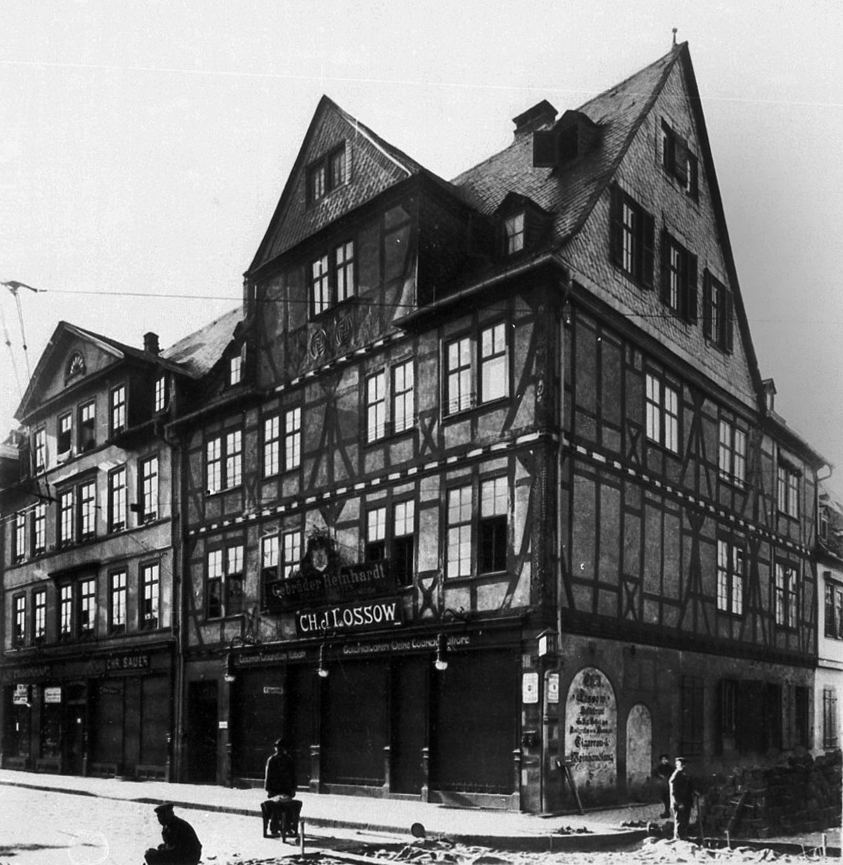
Hanau Neustadt – Am Markt 11–13

Das 1597 erbaute Gebäude am Neustädter Markt an der Ecke Lindenstraße war eines der ersten Gebäude der Hanauer Neustadt. Es bestand aus einem steinernen Erdgeschoss, im Obergeschoss aus unverputztem Fachwerk mit Strebenkreuzen im Wilden-Mann-Muster, verzierten Eckbalken und war mit einem spitzen, mit Gauben versehenen Schieferdach abgeschlossen. Es wurde beim Luftangriff am 19. März 1945 zerstört, an seiner Stelle steht heute ein, den ursprünglichen Formen lediglich im Ansatz folgender Nachbau. Seit 2. Februar 2012 erinnert eine Gedenktafel an den Wohnort von Marie Hassenpflug, einer Quelle von Märchenerzählungen für die Sammlung der Kinder- und Hausmärchen der Brüder Grimm.

## Geschichte

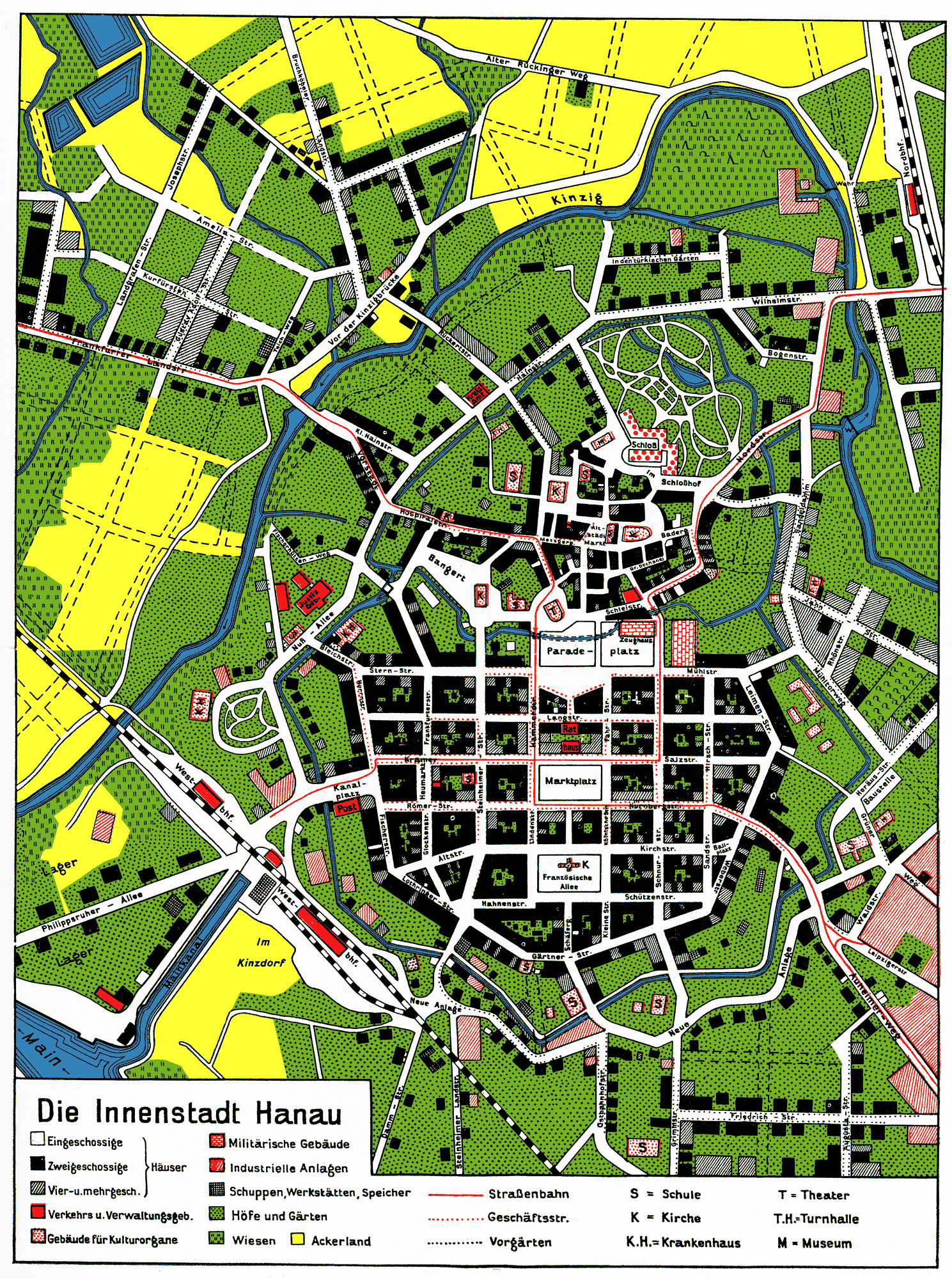
Hanau-Karte-Innenstadt-1932

Ursprünglich von Johann de Hollande, einem reformierten Käsehändler aus Amsterdam, als „Haus Amsterdam“ gebaut, hieß es später nach der seit 1788 dort von dem Hofkonditormeister Carl Joseph Lossow mit seiner Frau Katharina, geb. Reiffschneider gegründeten „Specereyhandlung“. Haus und Geschäft hielten Einzug in den Volksmund, denn man sagte in Hanau „Das Beste an der Hanauer Luft, ist Lossows Kaffeeduft“, das Geschäft führte einer der drei Söhne, Christian Johann Lossow, fort. Carl Joseph Lossow ist der Vater von Emil Lossow und Großvater von Arthur Lossow, William Lossow und Max Lossow.
In den Jahren 1789 bis 1799 bewohnte die Familie des Schultheiß der Hanauer Neustadt und späteren Regierungspräsidenten von Kassel Johannes Hassenpflug, den ersten Stock des Hauses über dem Lossowschen Laden. Zu den Kindern der Familie Hassenpflug gehörten Amalie Hassenpflug, Marie Hassenpflug und der spätere kurhessische Innen- und Justizminister Ludwig Hassenpflug, genannt der „Hessenfluch“.
Nach 1851 wohnte der Oberbürgermeister der Stadt Hanau und späterer Innen- und Finanzminister der liberalen Märzregierung Bernhard Eberhard im Haus seiner Tochter Marie und deren Ehemann, dem Kaufmann Christian Johann Lossow, welcher zusätzlich als Versicherungsagent und als „Hauptagent zur Beförderung von Auswanderern“ nach Amerika und Australien tätig war.
Der liberale Bernhard Eberhard und der ihm in der kurhessischen Regierung nachfolgende konservative Ludwig Hassenpflug waren erbitterte politische Gegner.